# Anchimolius
Anchimolius was de zoon van Aster, en was het hoofd van de eerste expeditie die er door de Spartanen op uit werd gestuurd om de Pisistratiden uit Athene te verdrijven. Hij werd echter verslagen en vermoord rond 511 v.Chr. en begraven in Alopecae in Attica.